# Sonning Hill

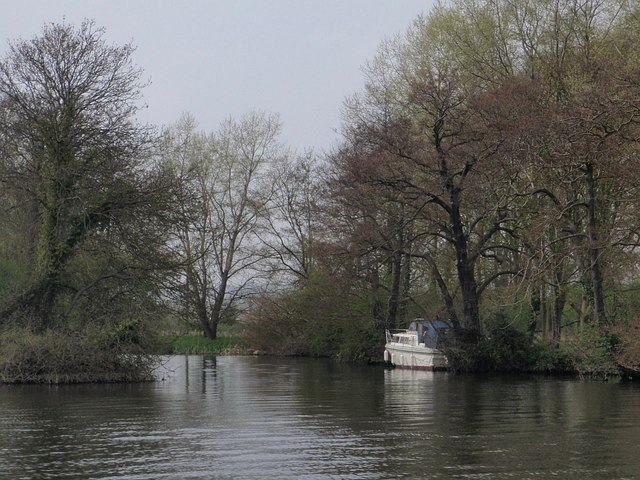
Die Themse am Sonning Hill.

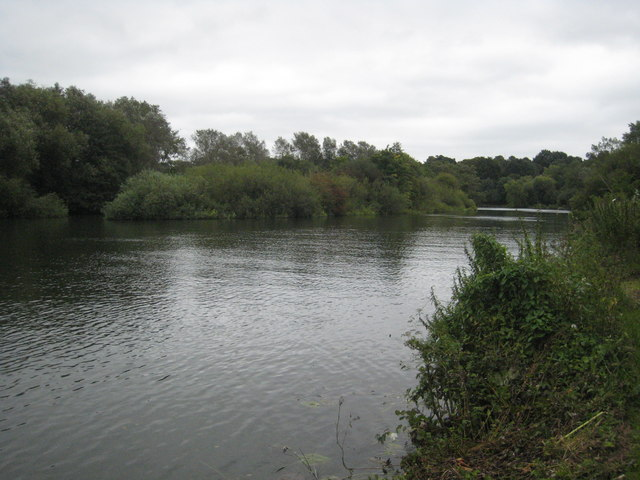
Insel am Sonning Hill

Sonning Hill ist ein Hügel nahe Sonning in Berkshire (England) an der Themse.
Die Sonning Cutting führt die Great Western Railway durch einen Teil des Hügels zwischen Twyford und Reading. Es gab hier am 24. Dezember 1841 einen Eisenbahnunfall.

## Insel am Sonning Hill
Die Themse teilt sich westlich eines Bogens, der sie nach Norden lenkt, in zwei Arme, durch die eine langgestreckte schmale Insel entsteht, die zu Oxfordshire gehört. Die unbenannte Insel ist 160 Meter lang, 20 Meter breit und 0,32 Hektar groß. (51° 28′ 2,5″ N, 0° 55′ 29,2″ W)